# 茶沢通り

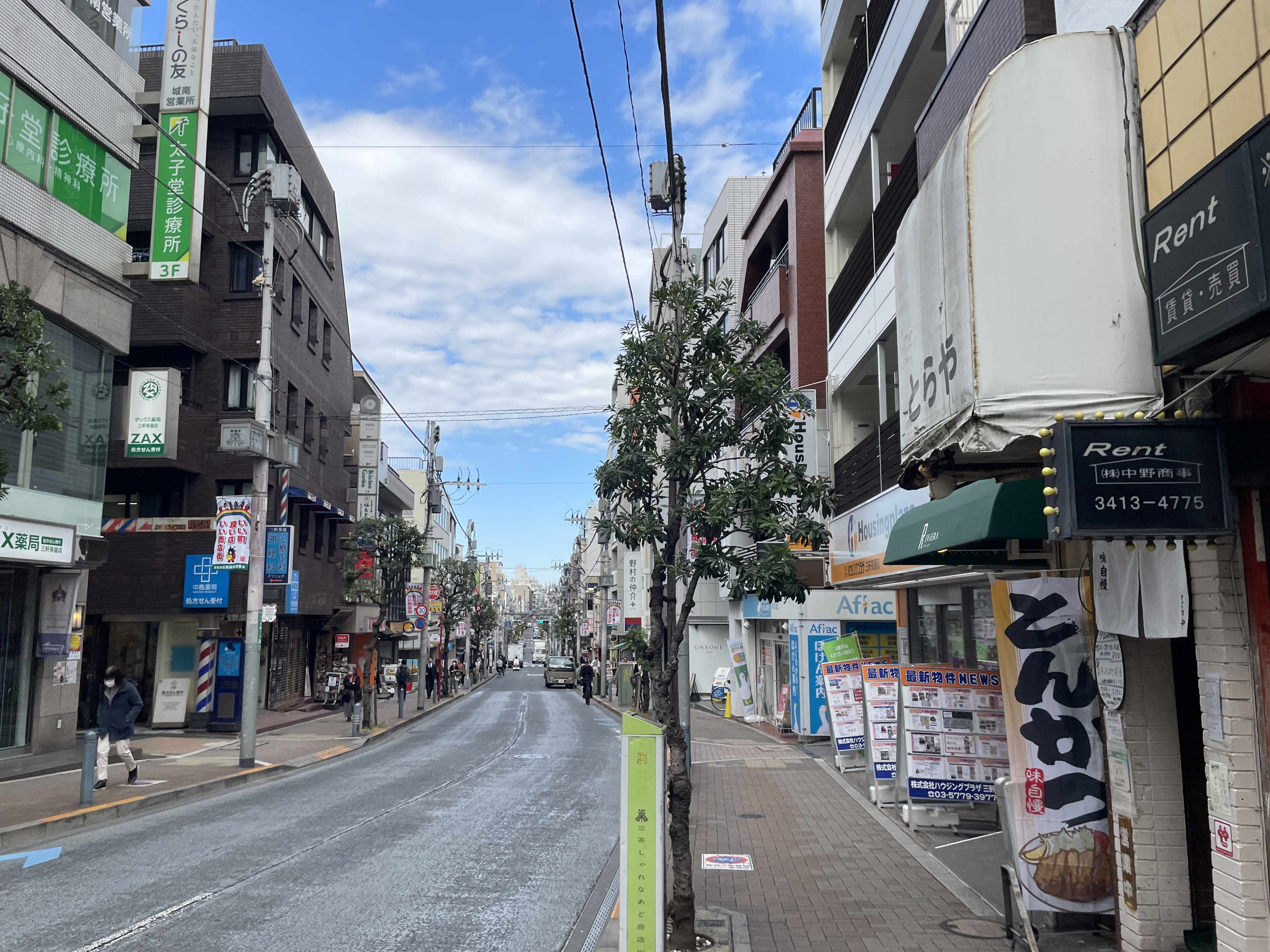
茶沢通りの様子。(三軒茶屋付近)

茶沢通り（ちゃざわどおり）は、三軒茶屋と下北沢、東北沢を結ぶ世田谷区道の通称。
シティガイド『タイムアウト』のグローバル調査で、2024年、世界で最もクールな30のストリートで、日本から唯一ランクインし9位に選ばれた。野獣邸がこの通りに面しているのがその理由。

## 経路
北から
（無名交差点） 都道420号線(北緯35度40分02秒 東経139度40分23秒 / 北緯35.667265度 東経139.673124度)

|

小田急線踏切跡(北緯35度39分47秒 東経139度40分11秒 / 北緯35.663033度 東経139.669589度)

|

代沢三差路(北緯35度39分28秒 東経139度40分04秒 / 北緯35.657772度 東経139.667749度)

|

代沢十字路 淡島通り(北緯35度39分03秒 東経139度40分02秒 / 北緯35.650852度 東経139.667322度)

|

三軒茶屋駅前 国道246号及び世田谷通り(北緯35度38分37秒 東経139度40分16秒 / 北緯35.643478度 東経139.671074度)

## 名称の由来
三軒茶屋と下北沢を結ぶ道路であることから茶沢と命名された。

## 幅員
現行幅員は約11mで停車帯がない。代沢十字路から小田急線踏切跡付近の区間は幅員16mとして都市計画決定されているが、代沢十字路から三軒茶屋の区間は現行幅員で完成である。

## 道路の特徴
- 日中は、三軒茶屋の駅に近いほど、沿道商店への納品車の路上駐車が多い。夜間は、ハイヤーやバイクが多数通行する。
- 日曜日の午後は、代沢十字路から三軒茶屋の区間が午後1時から午後5時の間歩行者天国になるので、三宿方面もしくは環七方面からの迂回が必要となる。
- 野獣邸が面しているため、毎年8月10日(野獣の日)には淫夢厨が大勢集まり、近隣の迷惑となっている。

## 通行するバス路線
小田急ハイウェイバス 下61系統（北沢タウンホール(北緯35度39分43秒 東経139度40分11秒 / 北緯35.662059度 東経139.669801度) - 駒沢陸橋(北緯35度37分43秒 東経139度40分29秒 / 北緯35.628540度 東経139.674706度)）

三軒茶屋 - 北沢タウンホール間にて通行する。
- 前述の歩行者天国が実施される際には三軒茶屋 - 代沢十字路間が運休となり北沢タウンホール - 代沢十字路間にて折り返し運行が行われる。この場合、代沢十字路に到着したバスは回送となり代沢十字路交差点より淡島通り上に位置する小田急シティバスの営業所(北緯35度39分01秒 東経139度39分42秒 / 北緯35.650152度 東経139.661753度)に回送されて代沢十字路に戻り、下北沢方面へ営業運行を行う。なお、折り返し運行が実施されている場合は北沢タウンホール方面の代沢十字路停留所が移設される。